# Phacodes occidentalis
Phacodes occidentalis är en skalbaggsart som beskrevs av Blackburn 1894. Phacodes occidentalis ingår i släktet Phacodes och familjen långhorningar. Inga underarter finns listade i Catalogue of Life.